# Reroute to Remain
Albums de In Flames
Clayman Soundtrack To Your Escape
Reroute to Remain est le sixième album du groupe suédois In Flames sorti en 2002.

## Musiciens

### Membres du groupe
- Anders Fridén - Chant
- Björn Gelotte - Guitare
- Jesper Strömblad - Guitare
- Peter Iwers - Basse
- Daniel Svensson - Batterie

### Invités
- Örjan Örnkloo – Claviers
- Fiol-Olof – Violon sur "Metaphor"

## Titres
| No  | Titre              | Durée |
| --- | ------------------ | ----- |
| 1.  | Reroute to Remain  | 3:53  |
| 2.  | System             | 3:39  |
| 3.  | Drifter            | 3:10  |
| 4.  | Trigger            | 4:58  |
| 5.  | Cloud Connected    | 3:40  |
| 6.  | Transparent        | 4:03  |
| 7.  | Dawn of a New Day  | 3:40  |
| 8.  | Egonomic           | 2:36  |
| 9.  | Minus              | 3:45  |
| 10. | Dismiss the Cynics | 3:38  |
| 11. | Free Fall          | 3:58  |
| 12. | Dark Signs         | 3:20  |
| 13. | Metaphor           | 3:39  |
| 14. | Black & White      | 3:33  |

| 15. | Colony" (Live) | 5:11 |